# Список глав государств в 4 году до н. э.
| 5 до н. э. ← Список глав государств по годам → 3 до н. э. |

## Азия
- Анурадхапура — Бхатикабхайя Абхайя, царь (20 до н. э. — 9)
- Армения Великая — Артавазд III, царь (5 до н. э. — 2 до н. э.)
- Армения Малая — Архелай Филопатор, царь (20 до н. э. — 17)
- Атропатена — Ариобарзан II, царь (ок. 20 до н. э. — 4)
- Иберия — Аршак II, царь (20 до н. э. — 1)
- Индо-греческое царство — Стратон II, царь (25 до н. э. — 10)
- Индо-скифское царство:
  - Зейонис, царь (в Кашмире) (10 до н. э. — 10)
  - Карахост, царь (в Матхуре) (10 до н. э. — 10)
- Иудея — Ирод I Великий, царь (37 до н. э. — 4 до н. э.)
- Каппадокия — Архелай Филопатор, царь (36 до н. э. — 17)
- Китай (Династия Хань) — Ай-ди (Лю Синь), император (7 до н. э. — 1 до н. э.)
- Коммагена — Антиох III, царь (12 до н. э. — 17)
- Корея (Период Трёх государств):
  - Когурё — Юримён, тхэван (19 до н. э. — 18)
  - Пэкче — Онджо, тхэван (18 до н. э. — 28)
  - Силла — Хёккосе, исагым (57 до н. э. — 4)
  - Тонбуё — Тэсо, ван (7 до н. э. — 22)
- Набатейское царство — Арета IV Филопатрис, царь (9 до н. э. — 40)
- Осроена:
  - Ману III Сафлул, царь (23 до н. э. — 4 до н. э.)
  - Абгар V, царь (4 до н. э. — 7, 13 — 50)
- Парфия — Фраат IV, царь (37 до н. э. — 2 до н. э.)
- Понтийское царство — Пифодорида, царица (8 до н. э. — 38)
- Сатавахана — Мрихендра Сватикарни, махараджа (5 до н. э. — 2 до н. э.)
- Харакена — Аттамбел II, царь (ок. 17 до н. э./16 до н. э. — ок. 8/9)
- Хунну — Учжулю, шаньюй (8 до н. э. — 13)
- Элимаида — Камнаскир VII, царь (ок. 28  до н. э. — ок. 1)
- Япония — Суйнин, тэнно (император) (29 до н. э. — 70)

## Африка
- Мавретания — Юба II, царь (25 до н. э. — 23)
- Мероитское царство (Куш) — Аманишакете, царица (ок. 10 до н. э. — ок. 1 до н. э.)

## Европа
- Атребаты — Тинкомий, вождь (20 до н. э. — 7)
- Боспорское царство — Аспург, царь (8 год до н. э. — 38)
- Дакия — Комосик, вождь (ок. 9 до н. э. — 29)
- Ирландия — Кримтанн Ниа Найр, верховный король (8 до н. э. — 9)[1]
- Катувеллауны — Таскиован, вождь (ок. 20 до н. э. — ок. 9)
- Маркоманы — Маробод, вождь (9 до н. э. — 18)
- Одрисское царство (Фракия) — Реметалк I (12 до н. э./11 до н. э. — 12)
- Римская империя:
  - Октавиан Август, римский император (27 до н. э. — 14)
  - Гай Кальвизий Сабин, консул (4 до н. э.)
  - Луций Пассиен Руф, консул (4 до н. э.)

## Галерея
- Октавиан Август 
 27 до н.э.—14 
 Император Римской империи
- Фраат IV 
 37 до н.э.— 2 до н.э. 
 Царь Парфии
- Ирод I Великий  
 37 до н.э.— 4 до н.э. 
 Царь Иудеи
- Суинин 
 29 до н.э.—70 
 Император Японии
- Стратон II 
 25 до н.э.—10 
 Индо-греческий царь